# Æneas MacKenzie
Æneas MacKenzie (* 15. August 1889 in Stornoway, Isle of Lewis, Schottland; † 2. Juni 1962 in Los Angeles, Kalifornien) war ein britischer Drehbuchautor. Bekannt wurde er vor allem durch seine Arbeiten für Abenteuerklassiker der 1940er und 1950er Jahre wie Buffalo Bill, der weiße Indianer, Des Königs Admiral, Ivanhoe – Der schwarze Ritter oder Gegen alle Flaggen.

## Leben und Werk
Æneas MacKenzie, geboren 1889 in Stornoway in Schottland, bekam erste Credits als Drehbuchautor im Jahr 1939 neben John Huston und Wolfgang Reinhardt in dem Historiendrama Juarez unter der Regie von William Dieterle. Es folgten Arbeiten in den 1930er und 1940er Jahren für Regisseure wie Michael Curtiz, Raoul Walsh, A. Edward Sutherland, George Archainbaud, Edward Ludwig, William A. Wellman, Edward Dmytryk, Frank Borzage oder Anthony Mann. 1951 schrieb er zusammen mit Ivan Goff und Ben Roberts das Drehbuch für den von Raoul Walsh inszenierten epischen Abenteuerfilm Des Königs Admiral mit Gregory Peck und Virginia Mayo. Ein Jahr später folgte die Drehbuch-Adaptation für den Klassiker Ivanhoe – Der schwarze Ritter, der auf dem Roman Ivanhoe von Sir Walter Scott basiert. Unter der Regie von Richard Thorpe sind Robert Taylor, Elizabeth Taylor und Joan Fontaine in den Hauptrollen in dem Ritterfilm zu sehen. Im selben Jahr verfasste Æneas MacKenzie gemeinsam mit Joseph Hoffman für Regisseur George Sherman das Drehbuch zu dem Freibeuterfilm Gegen alle Flaggen mit Errol Flynn, Maureen O’Hara und Anthony Quinn. Für seine Arbeit zu der epischen Bibelverfilmung Die zehn Gebote aus dem Jahre 1956 mit Charlton Heston als Moses wurde er zusammen mit Cecil B. DeMille, Henry Wilcoxon, Jesse Lasky Jr., Jack Gariss und Fredric M. Frank mit dem Special Christopher Award ausgezeichnet.
MacKenzie verstarb am 2. Juni 1962 im Alter von 72 Jahren in Los Angeles im Bundesstaat Kalifornien.

## Filmografie
- 1939: Juarez
- 1939: Günstling einer Königin (The Private Lives of Elizabeth and Essex)
- 1941: Sein letztes Kommando (They Died with Their Boots On)
- 1942: Die Flotte bricht durch (The Navy Comes Through)
- 1943: Eine Frau für den Marshall (The Woman of the Town)
- 1944: Alarm im Pazifik (The Fighting CBs)
- 1944: Buffalo Bill, der weiße Indianer (Buffalo Bill)
- 1945: Stahlgewitter (Back to Bataan)
- 1945: Die Seeteufel von Cartagena (The Spanish Main)
- 1949: Guillotine (Reign of Terror)
- 1950: Das Schwert der Rache (The Avengers)
- 1951: Des Königs Admiral (Captain Horatio Hornblower)
- 1951: Die Diebe von Marschan (The Prince Who Was a Thief)
- 1952: Ivanhoe – Der schwarze Ritter (Ivanhoe)
- 1952: Face to Face
- 1952: Gegen alle Flaggen (Against All Flags)
- 1954: Frauen (L’amante di Paride)
- 1956: Die zehn Gebote (The Ten Commandments)
- 1967: Der Pirat des Königs (The King’s Pirate)